# Linh cẩu nâu
Linh cẩu nâu (Hyaena brunnea), còn được gọi là sói sợi, (tiếng Anh: Brown Hyena hay Strandwolf) là một loài linh cẩu trong Bộ Ăn thịt được tìm thấy ở Namibia, Botswana, miền tây và miền nam Zimbabwe, miền nam Mozambique và Cộng hòa Nam Phi. Chúng hiện là loài linh cẩu hiếm nhất. Quần thể linh cẩu nâu lớn nhất còn lại nằm ở phía nam Hoang mạc Kalahari và các khu vực ven biển ở Tây Nam Phi. Số lượng toàn cầu của linh cẩu nâu được Liên minh Bảo tồn Thiên nhiên Quốc tế ước tính là ở mức từ 4.000 đến 10.000, và tình trạng bảo tồn của chúng được đánh giá là sắp bị đe dọa trong danh sách đỏ IUCN.

## Mô tả
Linh cẩu nâu có chiều dài đầu và thân từ 86 đến 140 cm (34 đến 55 in), mặc dù chiều dài trung bình 110 đến 125 cm (43 đến 49 in). Chiều cao tới vai là 25 đến 35 cm (9,8 đến 13,8 in) và đuôi dài 25 đến 35 cm (9,8 đến 13,8 in). Không giống linh cẩu đốm, loài này không có sự khác biệt lớn giữa hai giới, mặc dù con đực có thể hơi lớn hơn so với con cái. Cân nặng trung bình của con đực trưởng thành là 40,2 đến 43,7 kg (89 đến 96 lb), trong khi cân nặng của con cái là 37,7 đến 40,2 kg (83 đến 89 lb). Giới hạn căng nặng thông thường của loài này là 55 kg (121 lb), mặc dù đôi khi một số cá thể ngoại cỡ dài tới 67,6 đến 72,6 kg (149 đến 160 lb).

## Hình ảnh

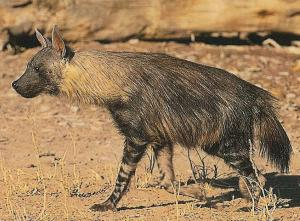
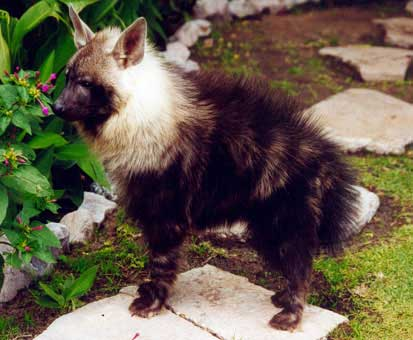
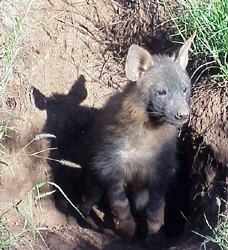
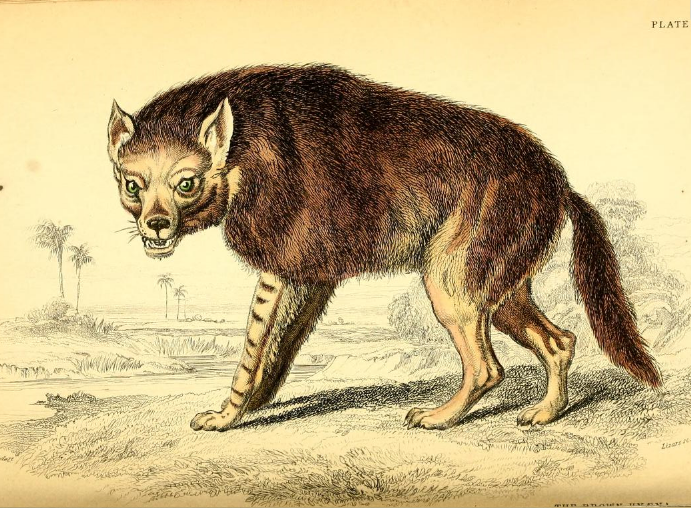